# (34832) 2001 SU234
2001 SU234 (asteroide 34832) é um asteroide da cintura principal. Possui uma excentricidade de 0.17379290 e uma inclinação de 2.07245º.
Este asteroide foi descoberto no dia 19 de setembro de 2001 por LINEAR em Socorro.